# Episodi di Bulletproof (terza stagione)
La terza e ultima stagione della serie televisiva Bulletproof, composta da 3 episodi, è stata trasmessa nel Regno Unito su Sky One dal 20 gennaio al 3 febbraio 2021.
In Italia la stagione viene trasmessa su Sky Investigation, canale a pagamento della piattaforma satellitare Sky, dal 22 al 29 agosto 2021.
| n° | Titolo originale | Titolo italiano | Prima TV UK     | Prima TV Italia |
| -- | ---------------- | --------------- | --------------- | --------------- |
| 1  | Episode 1        | Episodio 1      | 20 gennaio 2021 | 22 agosto 2021  |
| 2  | Episode 2        | Episodio 2      | 27 gennaio 2021 | 22 agosto 2021  |
| 3  | Episode 3        | Episodio 3      | 3 febbraio 2021 | 29 agosto 2021  |

## Episodio 1
- Titolo originale: Episode 1
- Diretto da: Sarmad Masud
- Scritto da: Nick Love

### Trama
- Ascolti UK: 674 986 telespettatori[4]

## Episodio 2
- Titolo originale: Episode 2
- Diretto da: Sarmad Masud
- Scritto da: Jerome Bucchan-Nelson

### Trama
- Ascolti UK: 482 751 telespettatori[4]

## Episodio 3
- Titolo originale: Episode 3
- Diretto da: Sarmad Masud
- Scritto da: Nick Love

### Trama
- Ascolti UK: 464 808 telespettatori[4]